# Pedro Nuño Colom de Portugal
Pedro Nuño Colom de Portugal y Castro (Madrid, Espanya, 13 de desembre de 1618 - Ciutat de Mèxic, Virregnat de la Nova Espanya, 12 de desembre de 1673) va ser un noble i polític castellà, titulat VI duc de Veragua, V de la Vega, marquès de Jamaica, marquès de Villamizar i VI comte de Gelves, que va exercir el càrrec de 26è Virrei de Nova Espanya, del 20 de novembre al 13 de desembre de 1673.
Fou descendent per línia directa de l'almirall Cristòfor Colom, i per aquest motiu, fou el setè almirall d'Índies. També va ser Gran d'Espanya i cavaller de l'Orde del Toisó d'Or.

## Biografia
Pedro Nuño Colom va néixer a Madrid el 13 de desembre de 1618, sent fill d'Álvaro Colom de Portugal i Portocarrero, cinquè duc de Veragua, sisè almirall d'Índies, i de Catalina de Castro y Portugal, cinquena comtessa de Gelves.
Va contreure matrimoni a San Jerónimo el Real de Madrid, el dia 7 de febrer de 1645, amb Isabel de la Cueva i Enríquez, filla de Francisco Fernández de la Cueva, setè duc d'Alburquerque i d'Ana Enríquez de la Cueva i Colonna, la seva tercera dona, sent pares de Pedro Manuel Colom de Portugal i de la Cueva, Virrei de València i de Sicília, que va succeir en els títols al seu pare.
A la mort d'Isabel de la Cueva, va contreure segones nupcies, l'any 1663, amb María Luisa de Castro Girón y Portugal, dama de la reina Mariana del Palatinat-Neuburg i filla dels Comtes de Lemos, de qui també va tenir successió.
Va participar en les guerres de Flandes, Alger i Catalunya, on va ser tinent general de la Guàrdia Reial i capità general de l'Armada i, ja en avançada edat, va ser nomenat per la reina Maria Anna d'Àustria en nom i com a regent del seu fill Carles II de Castella, 26º Virrei de Nova Espanya, el 10 de juny de 1672, sent el primer a rebre aquest càrrec del nou monarca, després de rebutjar el nomenament en Fadrique Álvarez de Toledo y Osorio, tercer marquès de Villafranca del Bierzo.
Al seu favor hi havia el fet de ser el rebesnet d'en Cristòfor Colom, i tota una trajectòria al servei de la Corona d'Espanya, i així, malgrat la seva avançada edat, el 20 de novembre de 1673, va fer la seva entrada a Ciutat de Mèxic, regalant més d'un milió i mig de pesos per a les obres del desguàs de la llacuna. Durant el seu curt mandat, únicament va revisar les fortificacions del Port de Veracruz, obra important atès que, després de declarar-se la guerra contra França, es temia una invasió.
Ancià i malalt, va morir a Ciutat de Mèxic el dia 12 de desembre del 1673, sent enterrat en la catedral de Mèxic. Posteriorment, les seves restes foren traslladades al panteó familiar, a Espanya. Li va succeir en el càrrec, com a virrey interí, en Payo Enríquez de Ribera, arquebisbe de Mèxic, tal com figurava en el plec de la seva mortalla.